# Haris Harba
Haris Harba (* 14. července 1988, Foča, SFR Jugoslávie) je bosenský fotbalový záložník, momentálně[kdy?] hráč slovenského klubu FC Petržalka. Může nastoupit i v útoku.
Je rovněž bývalým bosenským reprezentantem ve futsalu. Získal ocenění „Hráč měsíce Gambrinus ligy“ za březen 2014.

## Klubová kariéra
Nikdy neprošel mládežnickými fotbalovými týmy, s klubovým fotbalem začal až v 16 letech v "A" týmu FK Goražde, poté hrál v druholigovém klubu FK Bosna Sarajevo. Od ledna 2011 hrál za FK Olimpik Sarajevo.

### FC Hradec Králové
V létě 2012 přestoupil do českého klubu FC Hradec Králové, kde podepsal tříletou smlouvu. Za mužstvo odehrál jednu sezónu (společně s ním přišel do týmu Hradce i jeho krajan Asim Zec). Hradec po jejím skončení sestoupil z Gambrinus ligy.

### FC Vysočina Jihlava
Harba se v červenci 2013 stěhoval do kádru Vysočiny Jihlava. S mužstvem podepsal tříletý kontrakt.
V Jihlavě trenér František Komňacký hledal vhodného hráče na hrot útoku (po odchodu Stanislava Tecla do Viktorie Plzeň) a v červenci 2013 vyzkoušel na tomto postu Harise. Tomu se zde začalo dařit. 5. října 2013 vstřelil hattrick v prvním zápase 4. kola Poháru České pošty 2013/14 proti domácí Sigmě Olomouc, měl tak velký podíl na výhře hostů 4:0. Byl to jeho první hattrick v profesionální kariéře.
26. října 2013 vstřelil za Jihlavu dva góly v ligovém utkání s FK Baumit Jablonec, Jihlava zvítězila 3:2. Dva góly v Gambrinus lize vsítil i 8. března 2014 proti Dukle Praha, Jihlava vyhrála 3:0 a získala důležité body v boji o záchranu. Výbornou formu si udržoval dál, 23. března vstřelil vítězný gól na konečných 2:1 proti SK Slavia Praha a o týden později 28. března dvakrát skóroval proti SK Sigma Olomouc (výhra 5:0). V tuto chvíli se tak dostal na průměr téměř 0,5 ligového gólu na zápas (od počátku angažmá v Jihlavě).
V létě 2015 odešel na půlroční hostování s opcí na přestup do slovenského celku FC Spartak Trnava. Opce zůstala nevyužita a Harba se v zimě vrátil do Vysočiny Jihlava. Tvrdil však, že touží změnit klub, protože v Jihlavě nevidí svou budoucnost. Byl přesunut do juniorského týmu Jihlavy a vyčkával na nabídky. První přišla z 1. FK Příbram, ale hráč preferoval zahraničí a odmítl ji. Začátkem února 2016 odletěl do Kazachstánu na testy do klubu FK Atyrau. Trenér FK Atyrau o něj stál, ale hráč se nedohodl na financích a z angažmá sešlo.

### FK Sarajevo (hostování)
V únoru 2016 se dohodl na půlročním hostování v bosenském klubu FK Sarajevo.

### FC Fastav Zlín (hostování)
Po návratu ze Sarajeva byl opět poslán na hostování, tentokrát do prvoligového FC Fastav Zlín a to do konce roku 2016, kdy mu vypršela smlouva s FC Vysočina Jihlava. Za Zlín odehrál v podzimní části sezóny 2016/17 ePojisteni.cz ligy 12 zápasů a šestkrát skóroval.

### Bucheon FC 1995
Ačkoli Zlín nadále stál o jeho angažmá, Harba se rozhodl změnit destinaci a jako volný hráč po vypršení smlouvy (s Vysočinou Jihlava) zamířil do jihokorejského druholigového týmu Bucheon FC 1995 (jelikož v sezóně 2016/17 hrál za Jihlavu i za Zlín, v evropských soutěžích do léta 2017 již v dresu jiného týmu působit nemohl, start ve třech různých klubech během jediného ligového ročníku regule UEFA nedovolují).

### BB Erzurumspor
V srpnu 2017 podepsal dvouletou smlouvu s tureckým druholigovým klubem Büyükşehir Belediye Erzurumspor.